# 舒梅爾利亞
舒梅爾利亞（俄語：Шумерля）是俄羅斯楚瓦什共和國的小鎮，位於蘇拉河右岸的下諾夫哥羅德─烏里揚諾夫斯克高速公路，座標55°30′N 46°25′E / 55.500°N 46.417°E。
該地於1916年建立，1937年升格為城鎮。
人口：36,239（2002年），41,986（1999年），35,000（1974年）。